# Teufelsmühle (Teufelsgrund)

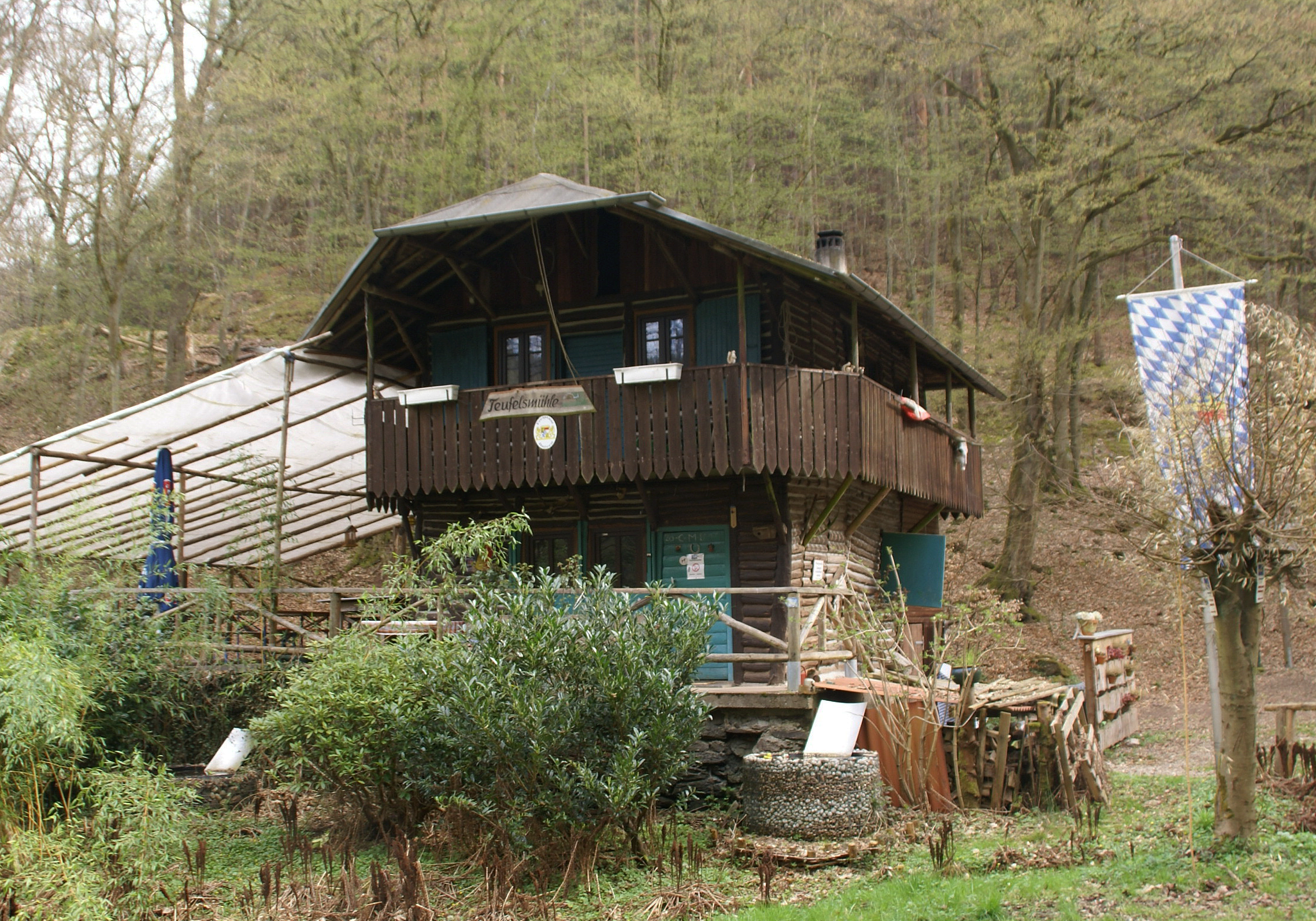
Blockhaus im Teufelsgrund

Ungefähre Standorte der ehemaligen Teufelsmühlen

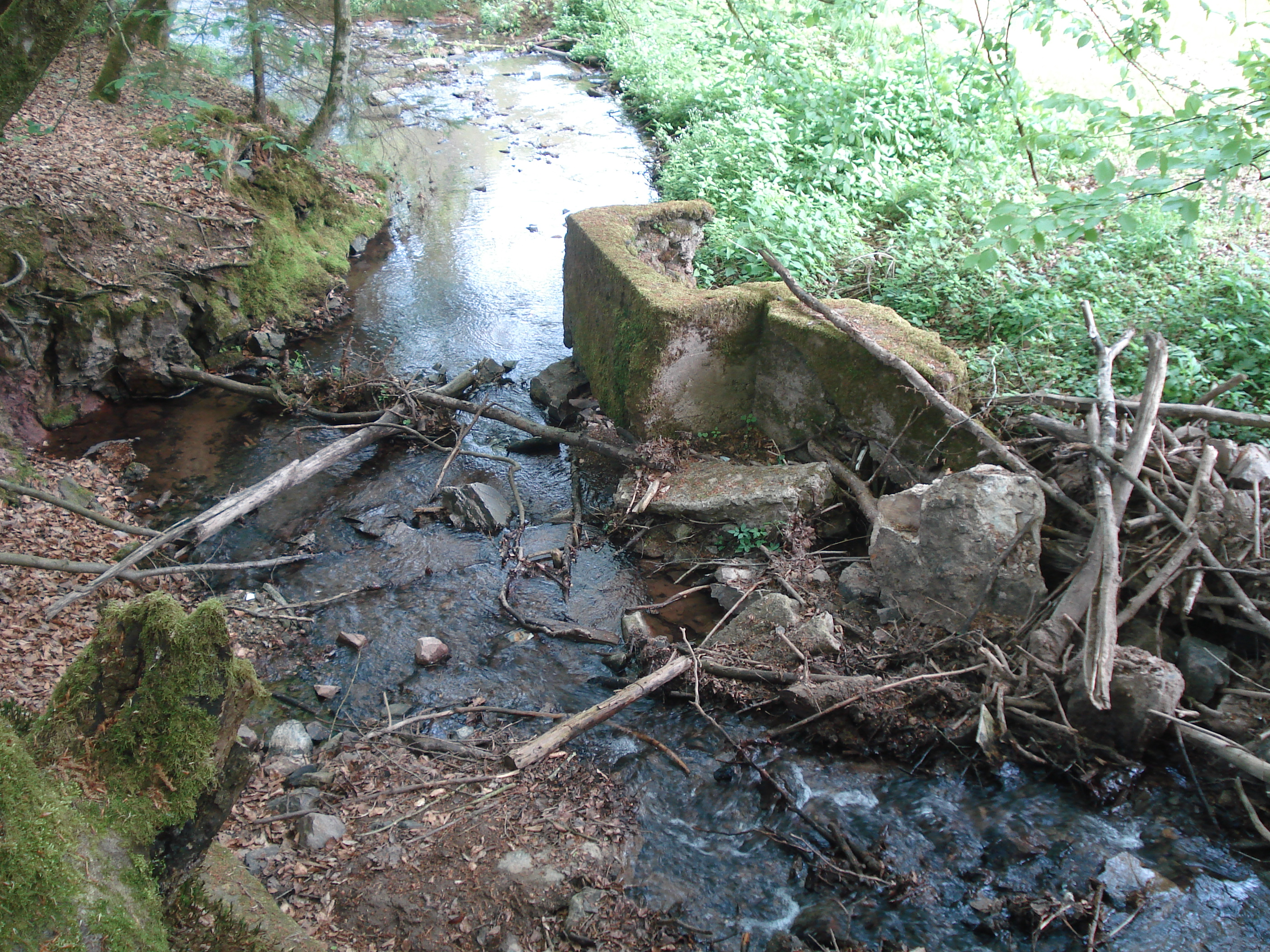
Mauerreste des zur Stromerzeugung dienenden Generators, in der Nähe der Mittleren Teufelsmühle

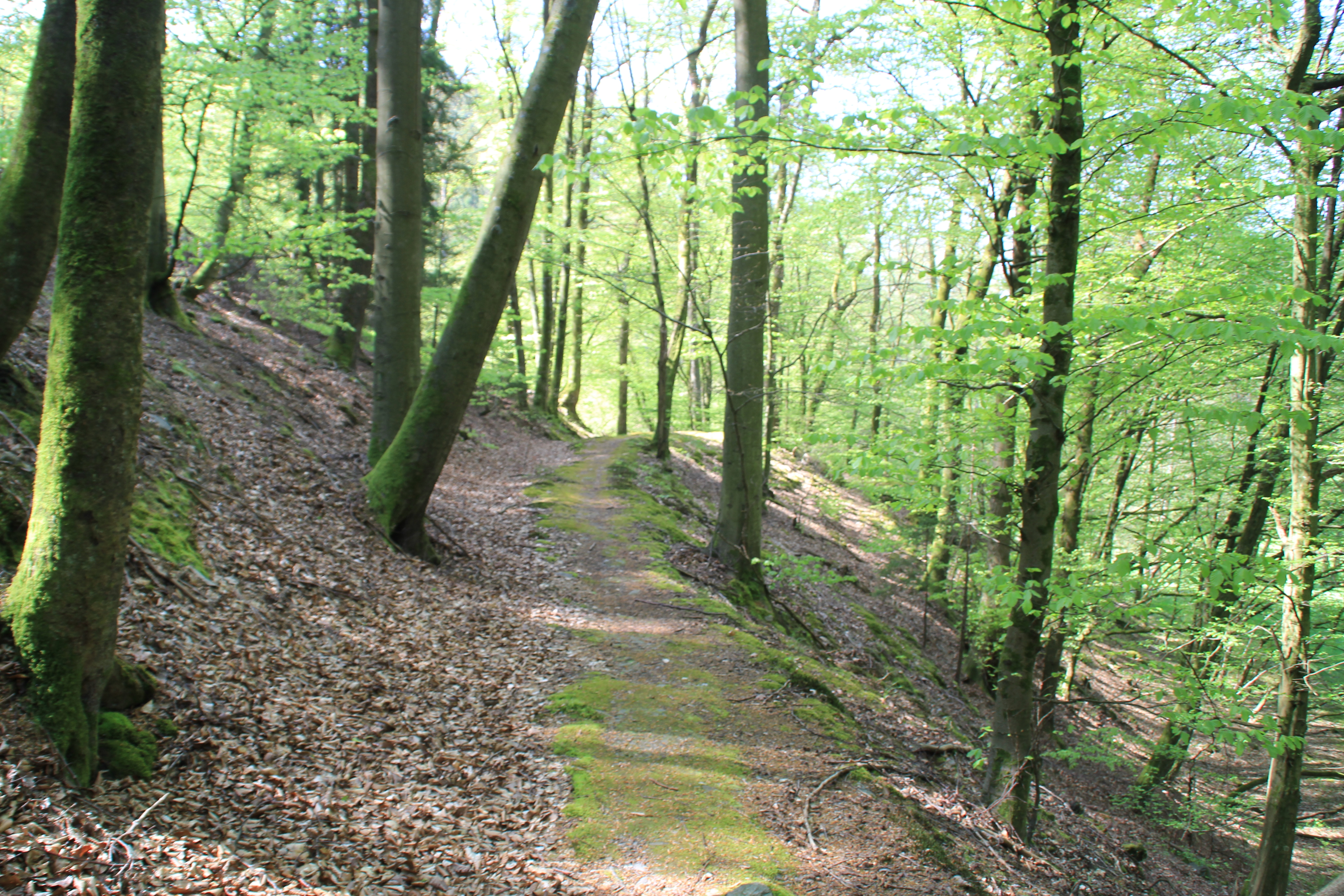
Überreste des Mühlgrabens vom Geiselbach kommend

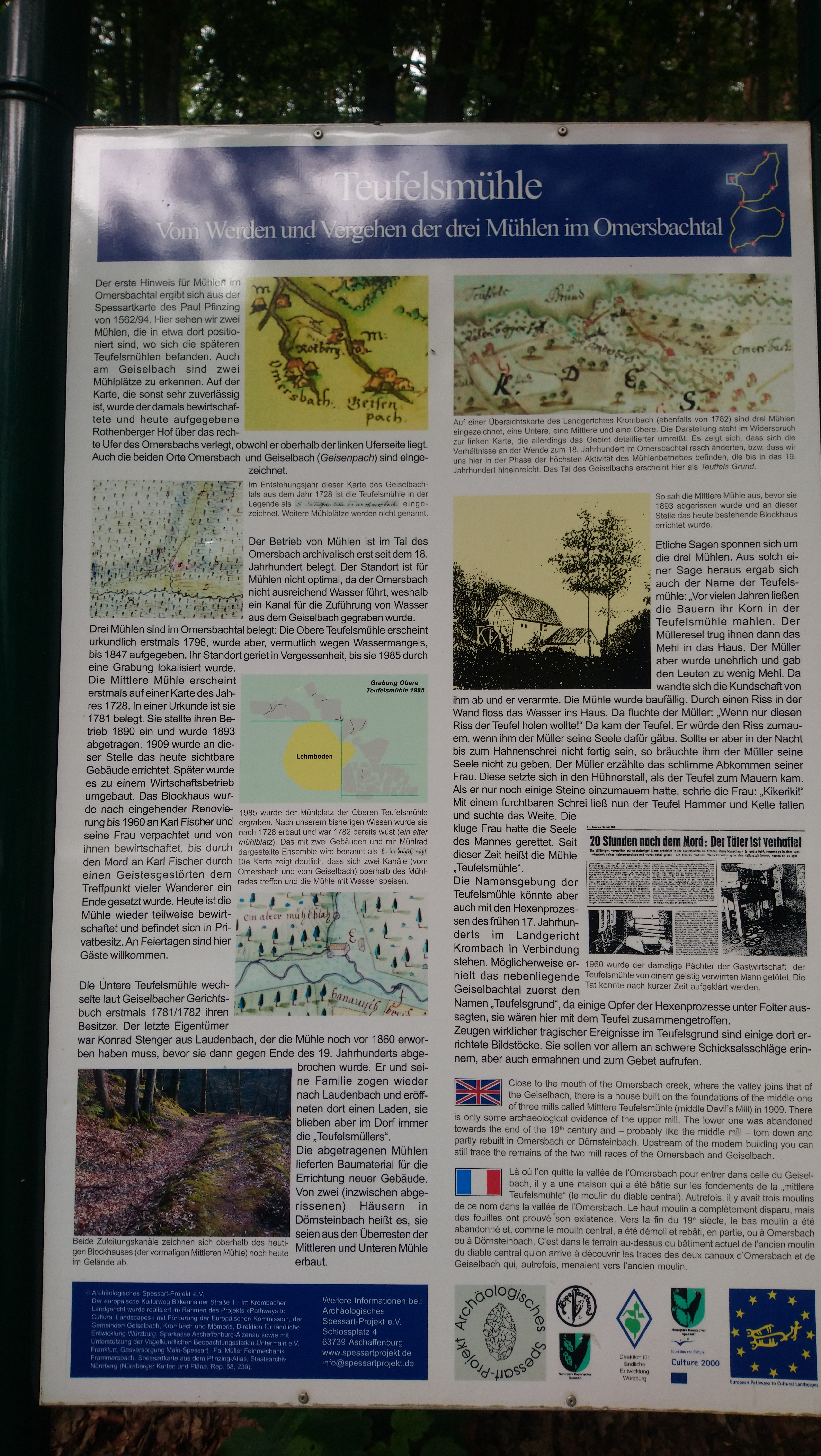
Infotafel über die Geschichte der Teufelsmühle

Teufelsmühle ist ein Ort im Teufelsgrund, einem Tal im Vorspessart südwestlich von Geiselbach im Landkreis Aschaffenburg. Ursprünglich handelte es sich um drei Mühlen, die im Laufe des 19. Jahrhunderts abgebrochen wurden. Heute wird ein Jagdhaus, das 1909 auf den Grundmauern der Mittleren Mühle errichtet wurde, Teufelsmühle genannt.

## Drei Mühlen
Bis ins 19. Jahrhundert gab es im Tal drei Mühlen, die Obere, die Mittlere und die Untere Teufelsmühle, die durch den Omersbach gespeist wurden.
Einige Sagen, nach denen den Müllern der Teufel erschienen sein soll, trugen vermutlich zu der Entstehung des Namens Teufelsmühle bei.

### Obere Teufelsmühle
Die Obere Teufelsmühle stand unterhalb des Zusammenflusses von Omersbach und Falkenbach. Die Mühle verschwand zwischen 1837 und 1847. Bei einer Suchgrabung im Jahre 1985 stieß man hier auf ihre Fundamente. Die Obere Mühle wurde nur vom Omersbach gespeist, weshalb es ihr oft an ausreichend Triebwasser mangelte.

### Mittlere Teufelsmühle
Die Mittlere Teufelsmühle befand sich am Standort des heutigen Blockhauses. Sie wurde 1890 stillgelegt und 1893 abgebrochen. Nach dem Verschwinden der Oberen Mühle wurde die Mittlere Teufelsmühle manchmal als Obere Teufelsmühle bezeichnet. 
Gespeist wurde sie außer durch den Omersbach auch durch den Geiselbach. Hierzu wurde von diesem eine Querverbindung zum Omersbach geschaffen und das Wasser beider Bäche auf das oberschlächtige Wasserrad geleitet. Dieser vom Geiselbach kommende Mühlgraben besteht heute nicht mehr, jedoch kann man seine Überreste noch im Gelände erkennen.

### Untere Teufelsmühle
Die Untere Teufelsmühle wurde wahrscheinlich Ende des 19. Jahrhunderts verkauft und zum Abbruch freigegeben. Sie stand kurz vor der Mündung des Omersbaches in den Geiselbach. Wie die Mittlere Mühle hatte auch sie durch die beiden Bäche ausreichend Wasser. Auf verschiedenen Karten und in Unterlagen wird der Omersbach, der alle drei Mühlen antrieb, auch Falkenbach genannt.

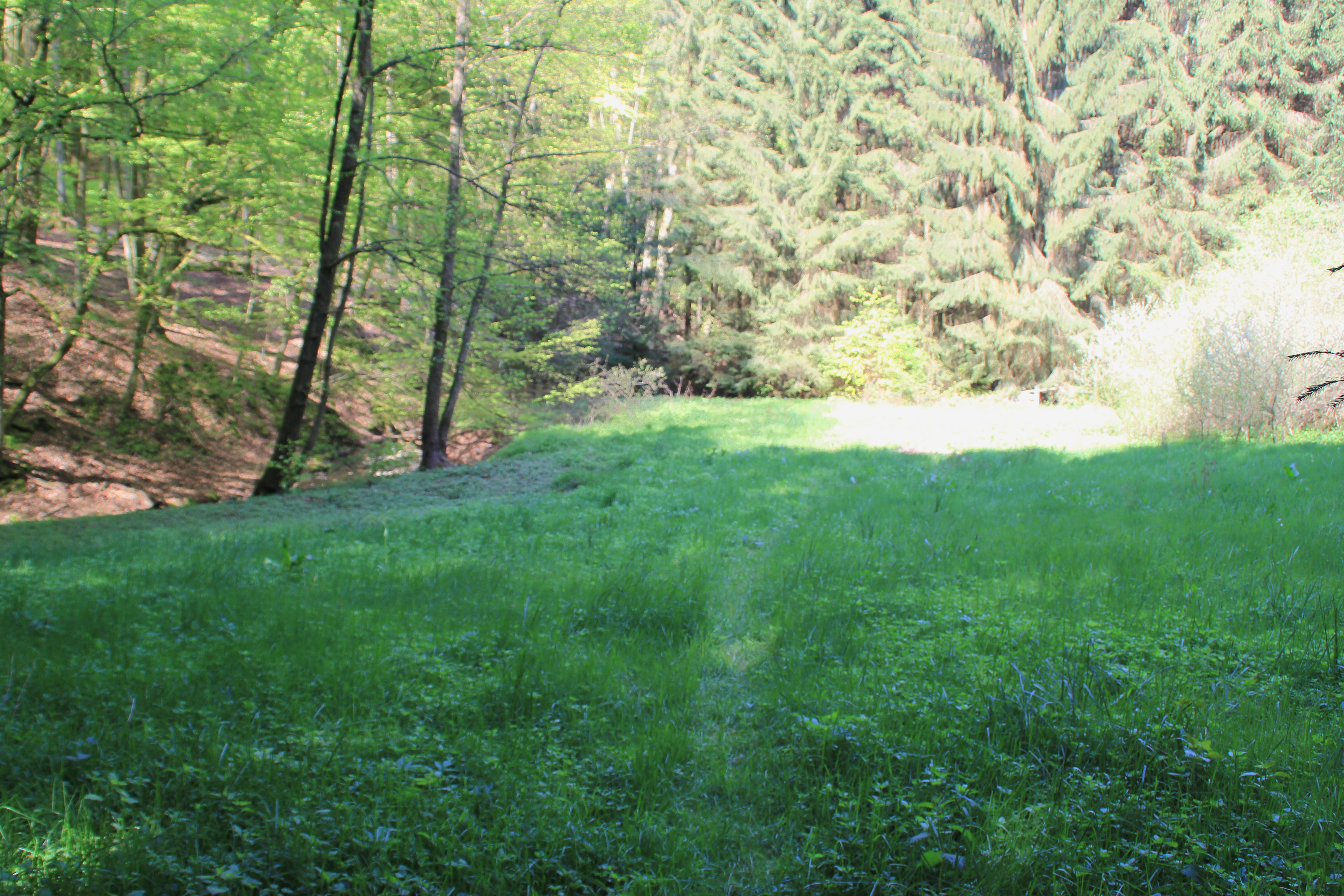
Ehemaliger Standort der Oberen Teufelsmühle
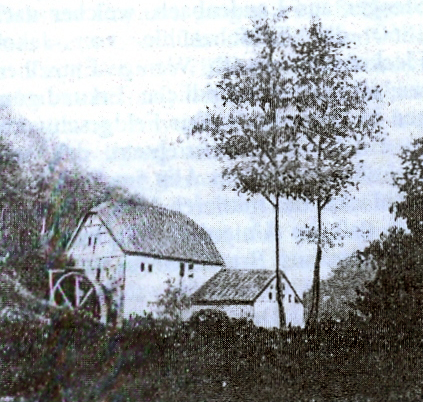
Mittlere Teufelsmühle vor 1900
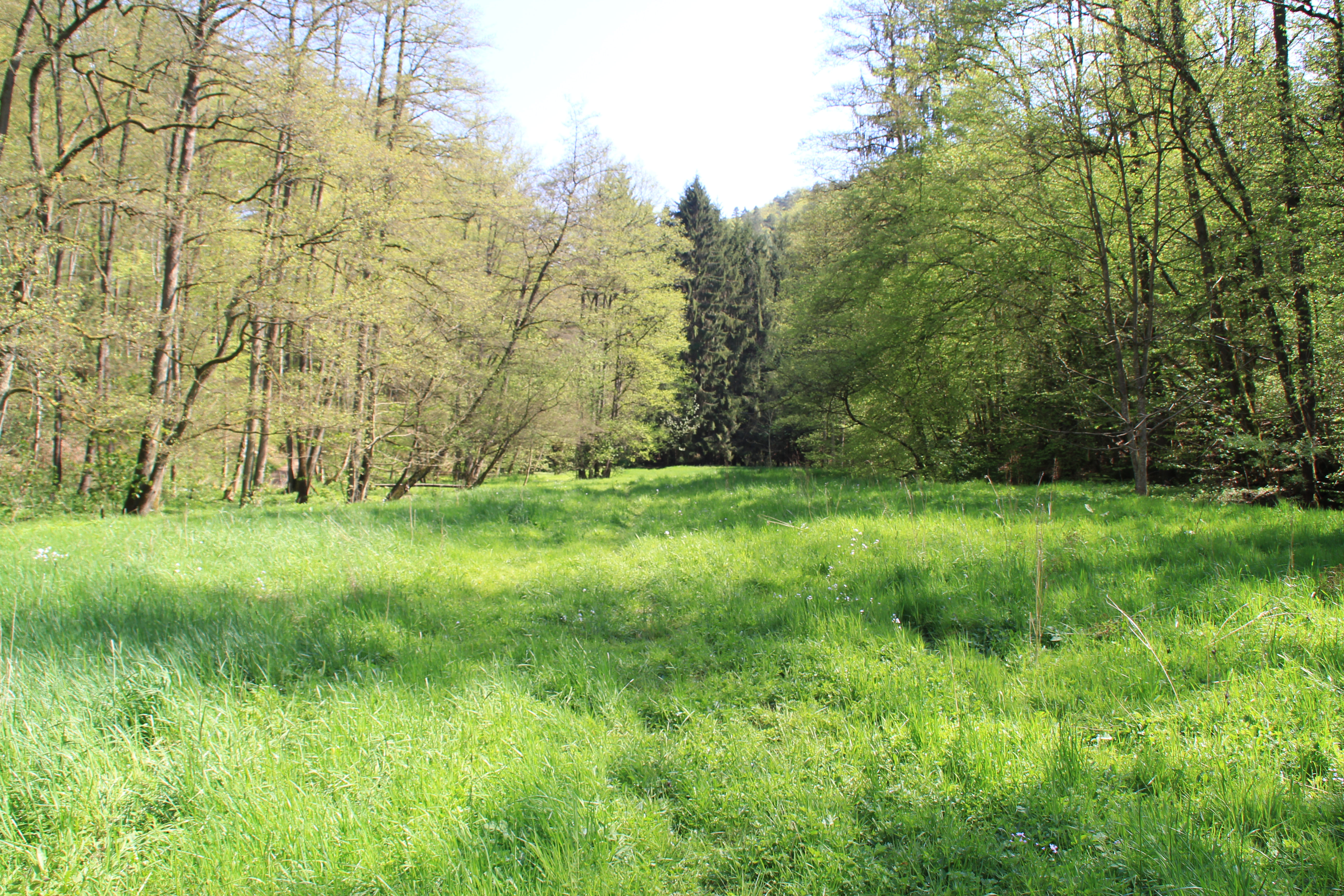
Ehemaliger Standort der Unteren Teufelsmühle